# 미키정 (효고현)
미키정(三木町)은 효고현 미노군에 설치되었던 정이다. 현재의 미키시에 해당한다.